# Celama oleaginalis
Celama oleaginalis är en fjärilsart som beskrevs av De Toulgoët 1972. Celama oleaginalis ingår i släktet Celama och familjen trågspinnare. Inga underarter finns listade i Catalogue of Life.